# شخب الحزاز (ردمان)

تعديل مصدري - تعديل

شخب الحزاز هي إحدى قرى عزلة قانية بمديرية ردمان التابعة لمحافظة البيضاء، بلغ تعداد سكانها 196 نسمة حسب تعداد اليمن لعام 2004.